# Ligdamis de Naxos
Ligdamis de Naxos (en llatí Lygdamis en grec antic Λύγδαμις "Lígdamis") fou un polític de l'illa de Naxos, cap del partit popular i fort opositor a l'oligarquia a la que va derrotar i va aconseguir tot el poder.
Amb els mitjans que tenia a la seva disposició, es va aliar amb Pisístrat i el va ajudar en el seu retorn al poder a Atenes, però sembla que en la seva absència els oligarques van agafar altre cop el poder a l'illa, ja que Pisístrat va ajudar a Ligdamis a recuperar el poder i assolir la tirania (circa el 540 aC). A Naxos van quedar com a ostatges els atenencs enemics de Pisístrat.
Se'l torna a mencionar l'any 532 aC, quan va ajudar a Polícrates a obtenir la tirania a Samos. Va ser un dels tirans que els espartans van enderrocar, potser en la seva expedició contra Polícrates el 525 aC. En parlen Heròdot, Plutarc i Poliè.